# Ersin Destanoğlu
Ersin Destanoğlu (Gaziosmanpaşa, 1 de enero de 2001) es un futbolista turco que juega de portero en Beşiktaş J. K. de la Superliga de Turquía.

## Trayectoria
Destanoğlu jugó 18 partidos en la temporada 2018-19 de la TFF U-19 Elite Development League. Tras la marcha de Loris Karius, Destanoğlu se convirtió en el primer portero del equipo en junio de 2020.
Destanoğlu comenzó su carrera deportiva profesional en el Beşiktaş J. K., cuando debutó, el 13 de junio de 2020, en un partido de la fecha 27 de la Superliga de Turquía frente al Antalyaspor, con derrota 2–1.

## Selección nacional
Destanoğlu fue internacional sub-16 y sub-18 con la selección de fútbol de Turquía.

## Clubes
| Club           | País    | Año       |
| -------------- | ------- | --------- |
| Beşiktaş J. K. | Turquía | 2017-act. |

## Palmarés

### Títulos nacionales
| Título               | Club           | País    | Año  |
| -------------------- | -------------- | ------- | ---- |
| Superliga de Turquía | Beşiktaş J. K. | Turquía | 2021 |
| Copa de Turquía      | Beşiktaş J. K. | Turquía | 2021 |
| Supercopa de Turquía | Beşiktaş J. K. | Turquía | 2021 |
| Copa de Turquía      | Beşiktaş J. K. | Turquía | 2024 |
| Supercopa de Turquía | Beşiktaş J. K. | Turquía | 2024 |